# Rewolucja naukowa

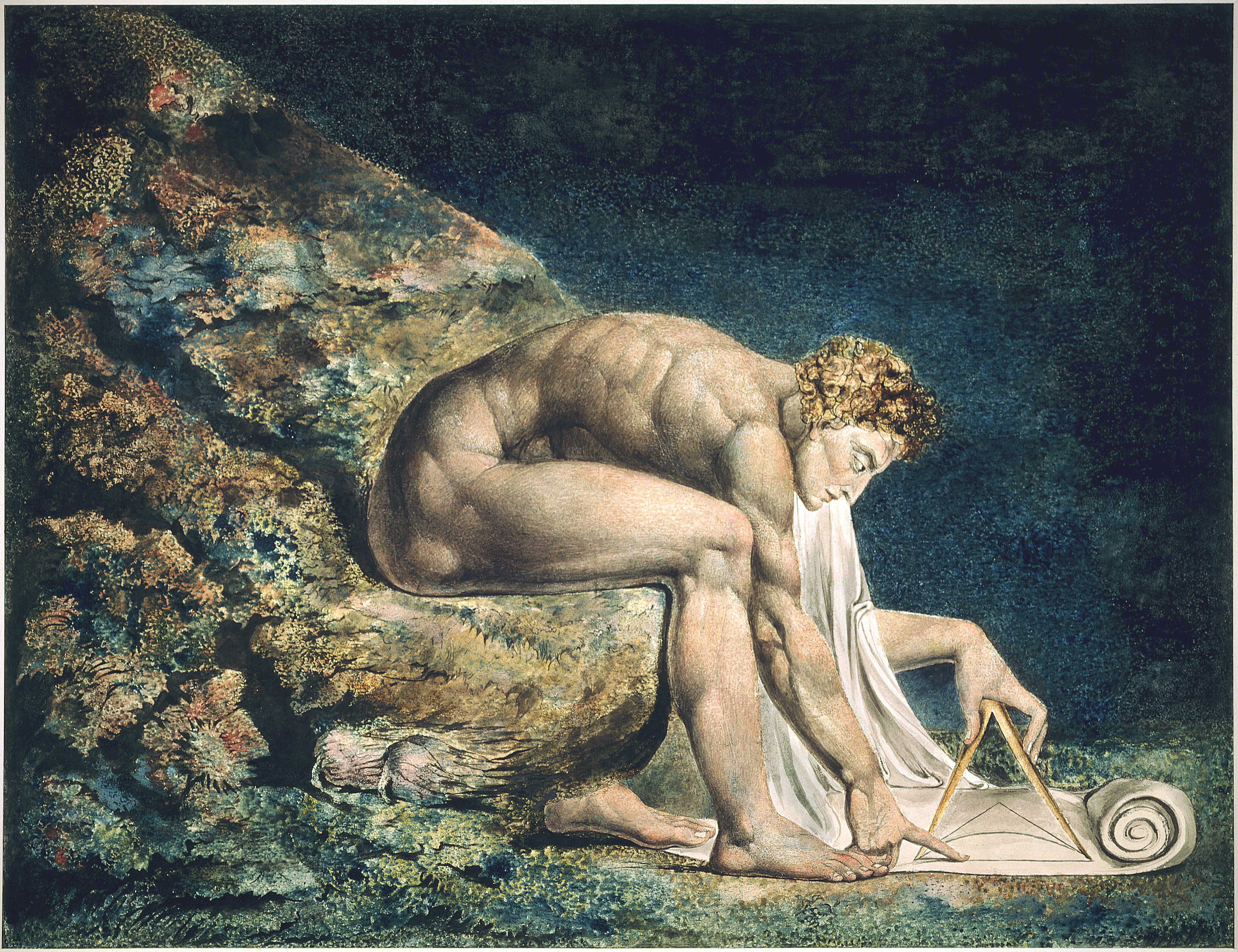
William Blake, Newton, 1805

Rewolucja naukowa – gwałtowne przejście od jednego do drugiego sposobu widzenia świata o odmiennych założeniach i kanonach naukowości, powodujące przewartościowanie panującego w nauce paradygmatu.
W filozofii nauki i krytycznej historii nauki istnieją dwa odmienne spojrzenia na rewolucję naukową.
1. Rewolucje są to dość rzadkie i krótkie epizody w dziejach nauki, przetykane znacznie dłuższymi okresami nauki normalnej. Jest to ujęcie Thomasa Kuhna.
2. Rewolucja w nauce jest zjawiskiem permanentnym, starcia między teoriami o dużym stopniu ogólności zachodzą znacznie częściej. Nauka normalna jest zjawiskiem dla nauki niebezpiecznym, ponieważ doprowadzić może do końca autentycznej refleksji naukowej. Jest to ujęcie Karla Poppera. Zwolennikiem permanentnego charakteru rewolucji w nauce był również Paul Feyerabend.
3. Rewolucje w nauce są skorelowane z przemianami w kulturze. Nauka jest złożonym zjawiskiem oddającym złożoność i zmienność danej kultury, w którym współwystępują tendencje rewolucyjne i zachowawcze. Jest to ujęcie umiarkowanej socjologii i antropologii wiedzy: Karol Marks, Richard Rorty, Robert Maxwell Young.

Do tego typu rewolucji w naukach przyrodniczych zalicza się:
- Tzw. "przewrót kopernikański" – odejście od kanonów astronomii Ptolemeusza w XVI wieku.
- Przewartościowanie kanonów mechaniki stworzonych przez Arystotelesa, w XVI-XVII w. przez Galileusza, Izaaka Newtona i innych.
- Stworzenie podstaw współczesnej chemii w XVII w. – obalenie teorii flogistonu, koncepcja pierwiastka chemicznego, stworzenie podstaw termodynamiki.
- Przyjęcie w drugiej połowie XIX wieku teorii atomowej materii i odkrycie elektromagnetycznej natury światła.
- Odrzucenie w połowie XIX w. teorii vis vitalis i początek współczesnej chemii organicznej.
- Przemiany w fizyce, które miały miejsce na przełomie XIX i XX w. – teoria względności Alberta Einsteina, odkrycie struktury atomu i mechanika kwantowa.
- Przyjęcie teorii ewolucji Darwina w XIX w. w naukach biologicznych i odrzucenie kreacjonizmu.
- Stworzenie podstaw współczesnej biologii molekularnej – odkrycie struktury białka i DNA.